# Sigurður Guðmundsson (arquitecto)

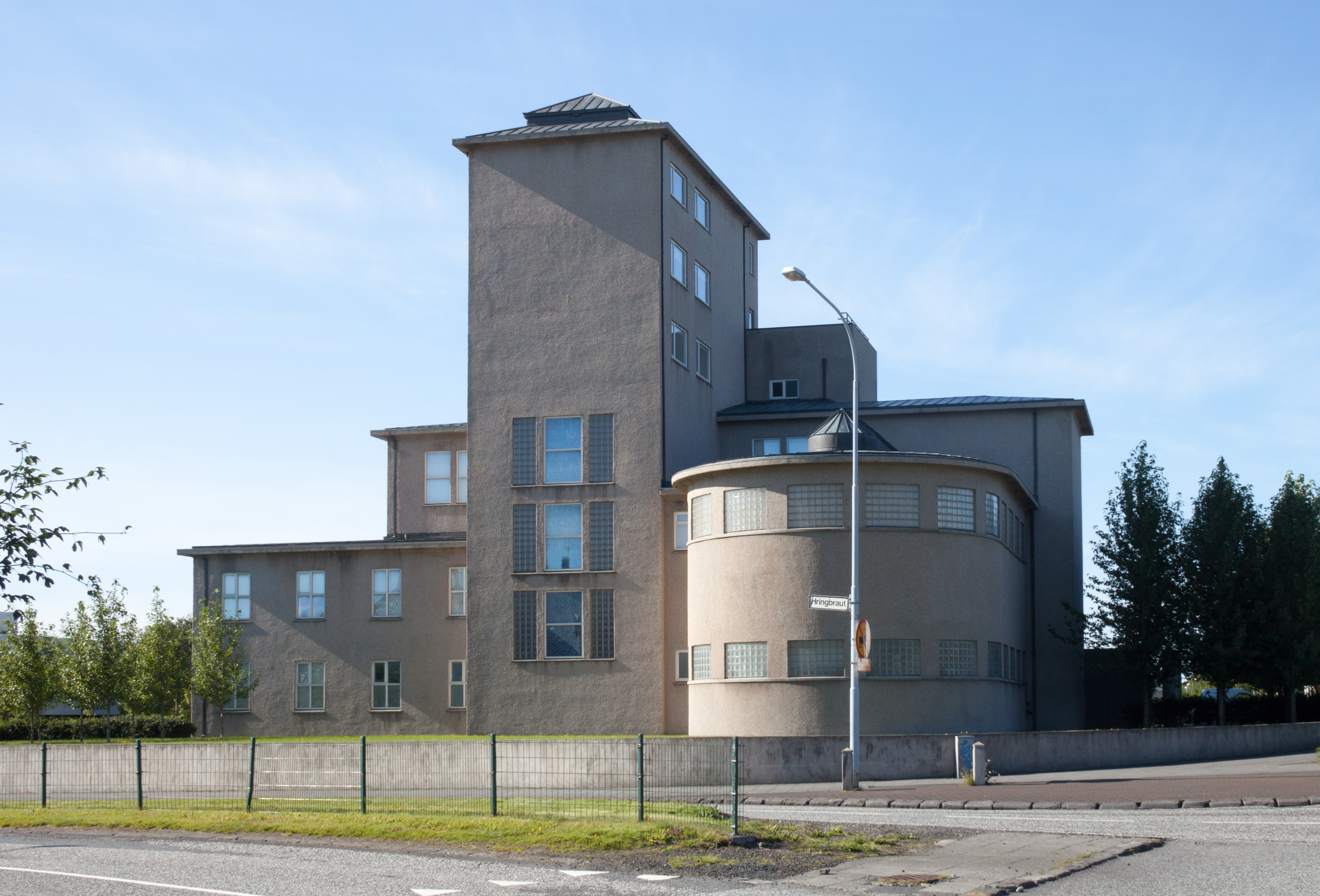
Museo Nacional de Islandia, Reykjavík (1945)

Sigurður Guðmundsson (Skagafjörður, 1885-Reykjavík, 1958) fue un arquitecto racionalista islandés. Fue el fundador del primer estudio arquitectónico de su país y ejerció de maestro de toda una generación de arquitectos.

## Trayectoria
Estudió en Copenhague (Dinamarca). En 1925 abrió el primer estudio privado de arquitectura de Islandia. Sus primeras obras fueron todavía en el clasicismo nórdico vigente en los años 1920: Escuela de Austurbaejarskóli (1925-1930), asilo de ancianos en Reykjavík (1928).
A finales de los años 1920 fue evolucionando hacia el racionalismo de moda en Europa: en 1929 proyectó con Johannes Koldborg una casa en Reykjavik que sería la primera obra funcionalista del país. Le siguieron varios edificios públicos, como los hospicios católicos de Stykkishólmsbær (1932) y de Reykjavík (1933), una residencia de estudiantes para la Universidad de Islandia (1933) y la central eléctrica de Ljósafoss (1935).
En 1938 se asoció con Eiríkur Einarsson, con quien realizó la Escuela de la Navegación (1942), el Museo Nacional (1945) y el crematorio de Fossvogur (1945), todos ellos en Reykjavík.